# Els bojos, bojos carrosses
Els bojos, bojos carrosses (castellà: Los locos, locos carrozas) és una pel·lícula de comèdia espanyola sobre la "crisi dels quaranta" escrita i dirigida per Francesc Herrera el 1984. Ha estat doblada al català.

## Sinopsi
Juan Noguera i José Luis Sabater són dos amics casats que han passat dels quaranta anys. Noten que la vida se'ls escapa i decideixen canviar de manera de viure i disfrutar imitant la manera dels joves. Tanmateix, les coses es complicaran perqupe Juan viu amb la seva filla, que té un xicot hippie, i José Luis, dominat per la seva esposa, s'enamora d'una jove estrangera.

## Repartiment
- Joan Borràs - Juan Noguera Flori
- Josep Lluís Fonoll - José Luis Sabater
- Silvia Solar - Clara
- Nina Ferrer - Elke
- Alicia Orozco - Susana
- Rafael Anglada - Don Felicísimo
- Silvia Tortosa - Dona de la discoteca
- Lynn Endersson - Lina
- Josep Peñalver - Germà Vicente